# Calathea bella
Calathea bella là một loài thực vật có hoa trong họ Marantaceae. Loài này được (W.Bull) Regel mô tả khoa học đầu tiên năm 1879.

## Hình ảnh

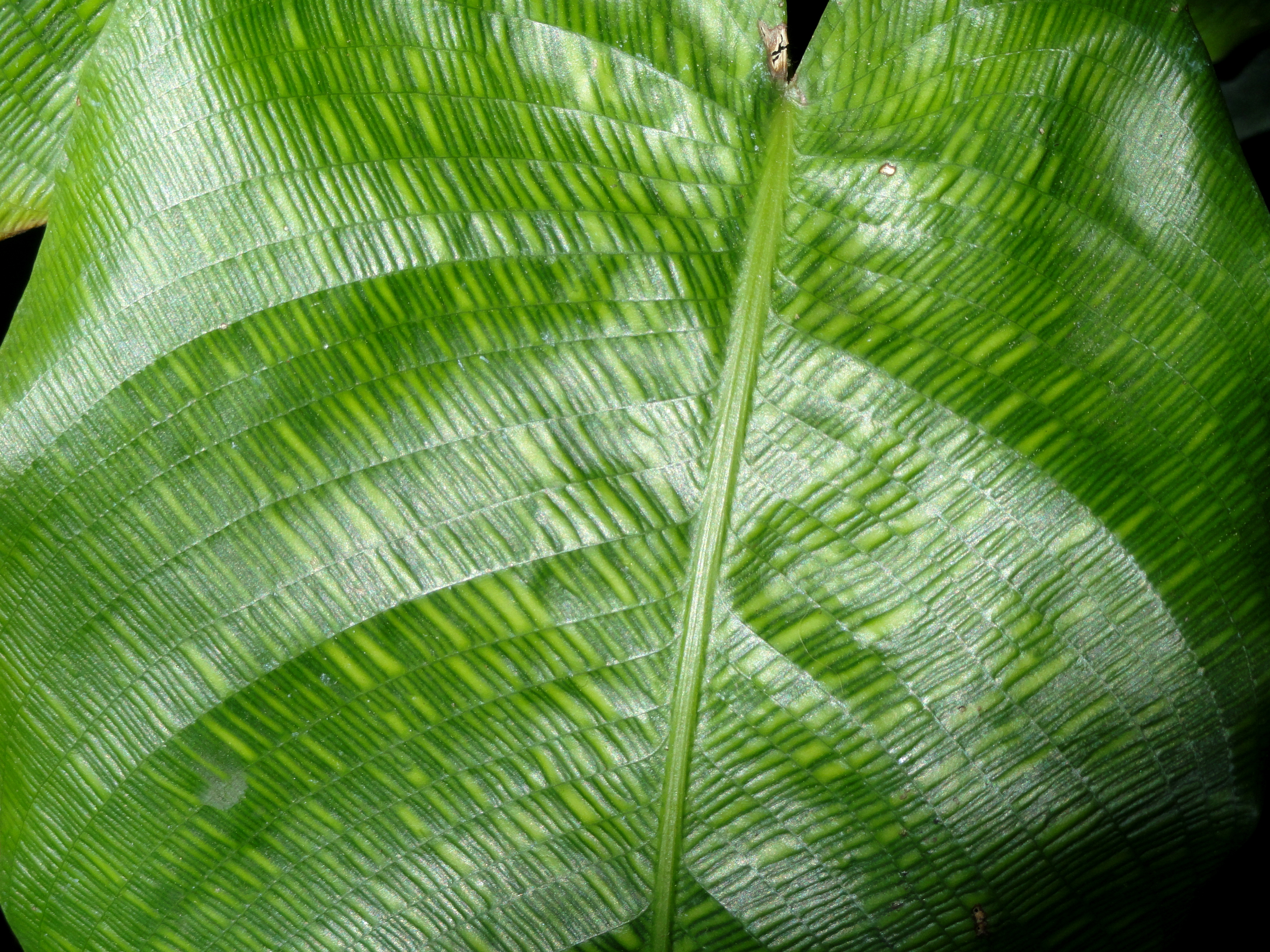
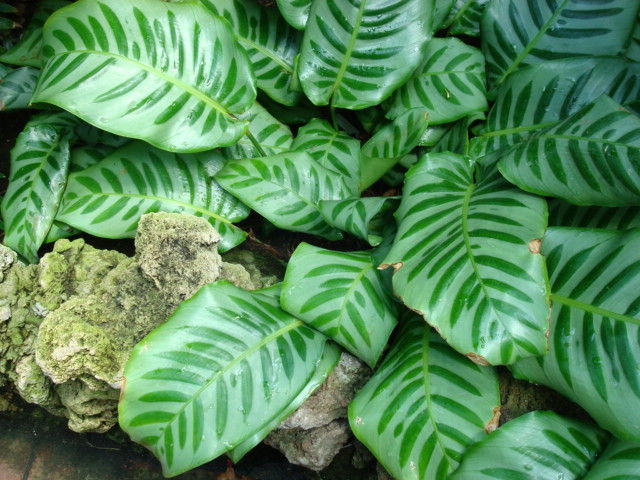